# Selección femenina de rugby de Kenia
La selección femenina de rugby de Kenia es el equipo nacional que representa a la Kenya Rugby Union en competencias internacionales.
Desde el año 2019 participa en el Campeonato africano de rugby y enfrenta desde el 2006 en la Elgon Cup a la selección de Uganda.

## Historia
La selección se conformó por primera vez en 2006 para enfrentar una serie de dos partidos frente a la selección de Uganda en la denominada Elgon Cup, perdió en ambos por un marcador de 3-0 y 24-0.
Intentó clasificar por primera vez a la Copa Mundial de Francia 2014, perdiendo en la fase de semifinales de la clasificación africana.
En 2019 obtuvo el subcampeonato en la primera edición del campeonato africano en el cual obtuvo un cupo al repechaje intercontinental en el cual enfrentará a la selección de Colombia buscando un cupo al mundial de 2021 a disputarse en Nueva Zelanda.

## Palmarés
- Elgon Cup (6): 2009, 2010, 2012, 2014, 2015, 2019

## Participación en copas

### Copa Mundial
- Gales 1991 a Inglaterra 2010: sin participación
- Francia 2014: no clasificó
- Irlanda 2017: no participó
- Nueva Zelanda 2021: no clasificó

### WXV
- WXV 3 2023: 4° puesto

### Rugby Africa Women's Cup
- Women's Africa Cup 2019: 2° puesto
- Women's Africa Cup 2021: 2° puesto en el grupo B
- Women's Africa Cup 2022: 1° puesto en el grupo
- Women's Africa Cup 2023: 2° puesto
- Women's Africa Cup 2024: 3° puesto
- Women's Africa Cup 2025: 2° puesto